# Кастеллі Вадим Гелійович
Вадим Гелійович Кастеллі (30 травня 1957, Київ, Українська РСР) — український кінорежисер,  сценарист, перекладач. Член Національної спілки кінематографістів України. Чоловік Вероніки Маковій.

## Життєпис
Народився 30 травня 1957 року в родині кінодраматурга Гелія Снєгірьова. 
Закінчив факультет романо-германської філології Київського державного університету ім. Т. Г. Шевченка (1979) та Київський державний інститут театрального мистецтва імені Івана Карпенка-Карого (кіно і телережисура, 1990). 
Член Національної спілки кінематографістів України.
Керівник громадської організації Медіа центр «Розмай» (від 2000 року). Очолює відділ перекладів «Розмаю». Сертифікований як перекладач-синхроніст такими міжнародними організаціями як Європейська комісія, Європарламент, Рада Європи, НАТО, МВФ, ЄБРР та ін.
Володіє англійською, італійською, французькою, польською мовами.
Одружений. Має сина.

## Фільмографія
Режисер:
- «Посилка для Марґарет Тетчер» (1990, к/м; Диплом журі «За гротеск та політичну далекоглядність» кінофестивалю «Молодість-90»; участь у конкурсній програмі міжнародного кінофестивалю студентських фільмів у Потсдамі, ФРН, на кінофестивалі в Кембриджі, Велика Британія та огляді смішних фільмів в Боаріо Терме, Італія)
- «Вперед, за скарбами гетьмана!» (художній фільм, 1993)
- «Жінка під зорями» (TV-шоу в п»яти частинах про моду, жінок, Італію. Спільно з телекомпанією «Медіасет», Італія)
- «Наш острів» (соціально-психологічне ігрове ток-шоу, 12 серій, 2002 )
- «Червона рута» — 10 років, які потрясли» (документальний телефільм про історію легендарного фестивалю української пісні, 6 серій)
- «НАТО: Свій чи чужий?» (документальний фільм-подорож Європою, 10 серій, 2007)
- «Театр наркоманів» (документальний фільм, 2009)
- «Жінки, яких б'ють» (документальний фільм, 2010)
- «Насамперед ми люди» (документальний фільм, 4 серії, 2011)
- «Діти за ґратами» (документальний фільм, 2012)
- «Невідкладна допомога Державній прикордонній службі України» (документальний фільм, 2015)

## Призи та нагороди
- Диплом журі «За гротеск і політичну далекоглядність» кінофестивалю «Молодість-90», Київ, 1990 — за фільм «Посилка для Марґарет Тетчер» (1990).